# Коваленко Олексій Олександрович (Герой України)
Олексій Олександрович Коваленко (нар. 8 лютого 1981, с. Малокатеринівка, Запорізька область, Українська РСР, СРСР — пом. 22 березня 2022, м. Ізюм, Харківська область, Україна) — український військовослужбовець, майор Повітряних сил Збройних Сил України, військовий льотчик 1 класу, начальник служби безпеки польотів 7 БрТА, учасник російсько-української війни, який відзначився і загинув під час відбиття російського вторгнення в Україну. Герой України (2023, посмертно).

## Біографія
Народився у селі Малокатеринівка Запорізького району Запорізької області. Виховувався бабусею, оскільки його мати молодою померла від раку.
2003 року закінчив Харківський національний університет Повітряних сил імені Івана Кожедуба за спеціальністю «Льотна експлуатація та бойове застосування літальних апаратів». Опанував фронтовий бомбардувальник Су-24М.
Для подальшого проходження служби був розповіділений у 7-ма бригада тактичної авіації (Україна) ім. П. Франка.
У складі 7-ї бригади обіймав посади: 
- старший штурман авіаційної ланки авіаційної ескадрильї,
- старший льотчик авіаційної ланки військової частини,
- старший льотчик авіаційної ланки авіаційної ескадрильї військової частини,
- заступник командира авіаційної ескадрильї з виховної роботи,
- заступник командира ескадрильї по роботі з особовим складом авіаційної ескадрильї,
- заступник командира ескадрильї з морально-психологічного забезпечення авіаційної ескадрильї,
- командир авіаційної ланки авіаційної ескадрильї,
- начальник служби безпеки польотів.

2014 року, з початку російської агресії, брав участь в АТО/ООС. Виконав чимало бойових вильотів.
Отримав безліч нагород за високі показники та професійну майстерність, разом з штурманом не раз ставали переможцями — найкращим екіпажем — на льотно-методичних зборах.
З початку повномасштабного російського вторгнення разом із штурманом Сергієм Вербицьким захищав небо Київщини, Сум, Чернігова, Харкова, здійснивши понад 12 бойових вильотів.
22 березня 2022 року під час виконання бойового завдання з нанесення авіаційного удару по колоні живої сили та техніки противника в районі міста Ізюм, що на Харківщині бомбардувальник, який пілотував Олексій Олександрович, був уражений ворожою ракетою. Після збиття літака штурман устиг катапультуватися і дістався розташування ЗСУ, а командир літака, на жаль, загинув. 
25 вересня 2022 року, після звільнення Ізюму, сім'я змогла поховати Олексія у Старокостянтинові.

## Нагороди
- звання Герой України з удостоєнням ордена «Золота Зірка» (26 лютого 2023, посмертно) — за особисту мужність і героїзм, виявлені у захисті державного суверенітету та територіальної цілісності України, самовіддане служіння Українському народові[3];
- орден «За мужність» II ступеня (7 липня 2022, посмертно) — за особисту мужність і самовіддані дії, виявлені у захисті державного суверенітету та територіальної цілісності України, вірність військовій присязі[4];
- орден «За мужність» III ступеня (25 березня 2022) — за особисту мужність і самовіддані дії, виявлені у захисті державного суверенітету та територіальної цілісності України, вірність військовій присязі[5];
- медаль «15 років Збройним Силам України» (2006);
- медаль «За сумлінну службу» ІІІ ступеня.

## Вшанування
У дворі будинку авіаційного містечка, де живе сім'я, дружина Олексія встановила іменну лаву й облаштувала альтанку.

## Сім'я
Залишилися дружина та двоє дітей — син і донька.